# Looking: The Movie
Looking: The Movie es un telefilme producido por el canal estadounidense HBO como conclusión de su serie Looking.

## Argumento
Después de pasar casi un año en Denver diseñando videojuegos, Patrick regresa a San Francisco para celebrar la boda de Agustín y Eddie. Durante su ausencia, Agustín se alejó de las drogas, el negocio de Dom prosperó, Doris continúa su relación monógama con Malik y Richie permanece junto a su novio Brady.
Patrick conoce por casualidad a Jimmy, un joven de 22 años con el que tiene relaciones. Después del breve encuentro amoroso, Patrick decide buscar a Kevin para intentar cerrar el ciclo con él.

## Reparto
- Jonathan Groff como Patrick Murray.
- Murray Bartlett como Dom Basaluzzo.
- Frankie J. Alvarez como Agustín Lanuez.
- Lauren Weedman como Doris.
- Russell Tovey como Kevin Matheson.
- Raúl Castillo como Richie Donado.
- Daniel Franzese como Eddie.
- Bashir Salahuddin como Malik.
- Chris Perfetti como Brady.
- Michael Rosen como Jimmy.
- Tyne Daly

## Antecedentes
Basada en el cortometraje Lorimer, de Michael Lannan, la serie Looking narraba la historia de tres amigos homosexuales que vivían en la bahía de San Francisco.
La primera temporada fue emitida por HBO en 2014 y la segunda temporada en 2015. Al finalizar esta, HBO anunció que cancelaría la serie debido a sus bajos niveles de audiencia, aunque más tarde confirmó la producción de una película que serviría como capítulo final.

## Producción
El reparto original de la serie se reunió en octubre de 2015 para las primeras lecturas de libreto. A cargo del director Andrew Haigh, el rodaje comenzó el 2 de noviembre de 2015 en la ciudad de San Francisco. El título tentativo de la película era Looking for an Ending ('Buscando un final'), pero fue cambiado posteriormente a Looking: The Movie. Para poder interpretar a Patrick, el actor Jonathan Groff debió ausentarse durante más de un mes del aclamado musical que protagonizaba en Broadway, Hamilton, siendo reemplazado por Andrew Rannells. La filmación concluyó el 29 de noviembre de 2015.

## Promoción
El primer avance de la película fue divulgado el 20 de junio de 2016 a través del Facebook oficial de Looking y de la cuenta de HBO en YouTube.
Con motivo del estreno de la película, la editorial First Third Books y HBO publicaron un libro con fotografías, entrevistas, biografías y bocetos de las dos temporadas de Looking. La edición especial de este libro incluye un DVD exclusivo y una fotografía autografiada por Jonathan Groff, Murray Bartlett y Frankie J. Álvarez.

## Lanzamiento
Looking: The Movie fue estrenada el 26 de junio de 2016 durante el Festival de Cine de Frameline en la ciudad de San Francisco. Posteriormente, el 9 de julio, fue proyectada en el festival de cine Outfest en Los Ángeles. Su debut en televisión fue el 23 de julio de 2016 por la señal de HBO.

## Recepción
En el sitio especializado Metacritic, Looking obtuvo 71 puntos de un máximo de 100, lo que significa «Críticas generalmente favorables». Por otra parte, en Rotten Tomatoes, la película obtuvo un 87% de aprobación sobre la base de 13 críticas profesionales. El consenso del sitio es:

Touching and profound, Looking: The Movie puts a bittersweet conclusion to the too-soon-gone HBO series with humor and hopeful tenderness, even if its structure is slightly wobbly.
Conmovedora y profunda, Looking: The Movie pone un agridulce fin a la tempranamente desaparecida serie de HBO con humor y esperanzadora ternura, aun cuando su estructura es ligeramente inestable.

## Blu-ray
Looking: The Movie fue lanzada en formato Blu-ray el 15 de noviembre de 2016 e incluye las dos temporadas de la serie. La película está disponible como descarga digital desde el 22 de agosto de 2016.